# Triphysa biocellata
Triphysa biocellata är en fjärilsart som beskrevs av Staudinger-rebel 1901. Triphysa biocellata ingår i släktet Triphysa och familjen praktfjärilar. Inga underarter finns listade i Catalogue of Life.